# Klimaszewskia salviae
Klimaszewskia salviae är en insektsart. Klimaszewskia salviae ingår i släktet Klimaszewskia och familjen långrörsbladlöss. Inga underarter finns listade i Catalogue of Life.